# Pierre-Yves Jeholet
Pierre-Yves Jeholet (Verviers, 6 oktober 1968) is een Belgisch liberaal politicus voor de Mouvement Réformateur. Van september 2019 tot juli 2024 was hij de 10e minister-president van de Franse Gemeenschap.

## Biografie
Jeholet was kandidaat in de rechten aan de Universiteit van Luik en werd in 1991 licentiaat in de communicatie aan de Université catholique de Louvain. Na zijn studies werd hij actief in de journalistiek. Eerst was hij sportcorrespondent bij de krant Le Courrier in Verviers en vervolgens journalist en van 1992 tot 1995 hoofdredacteur van Radio Ciel.
Vanaf 1995 was Jeholet beroepshalve actief in de politieke wereld. Van 1995 tot 1999 was hij persattaché en parlementair assistent van PRL-Kamerlid Didier Reynders. Vanaf 1996 was hij eveneens woordvoerder van het uitvoerend bureau van de PRL-federatie van de provincie Luik en vanaf 1998 secretaris-generaal van de PRL-federatie van het Verviers. Van 1999 tot 2003 was Jeholet adjunct-kabinetschef en woordvoerder van Didier Reynders, die toen minister van Financiën was.
Voor de PRL en vervolgens de MR zetelde Jeholet van 2001 tot 2003 in de provincieraad van Luik. Na de verkiezingen van 2003 kwam hij als opvolger van Didier Reynders in de Kamer van volksvertegenwoordigers terecht. Hij zetelde er tot in juni 2004 en ging toen voor het arrondissement Verviers in het Waals Parlement en het Parlement van de Franse Gemeenschap zetelen. In het Waals Parlement werd hij actief in de commissie Binnenlandse Aangelegenheden en in het Parlement van de Franse Gemeenschap was hij tot 2007 voorzitter van de commissie Cultuur en Audiovisuele Media. In juni 2007 werd Jeholet opnieuw verkozen in de Kamer, waar hij zich toelegde op institutionele dossiers en de aanpak van de bankencrisis. Ook was hij rapporteur van de parlementaire onderzoekscommissie naar de problemen bij Fortis. 
In juni 2009 werd hij terug Waals Parlementslid en volksvertegenwoordiger van de Franse Gemeenschap. In 2014 werd hij in beide functies herkozen. Hij ging zitting nemen in verschillende parlementaire commissies en was van september tot november 2014 in het Waals Parlement voorzitter van de commissie Economie en Innovatie. Daarna was hij van oktober 2014 tot juli 2017 fractievoorzitter van de MR in deze assemblee en daarmee de feitelijke woordvoerder van de oppositie. Van juli 2017 tot september 2019 was hij minister van Economie, Industrie, Informatisering, Digitalisering, Werk, Vorming en Onderwijs in de Waalse Regering nadat de MR na een coalitiewissel deel ging uitmaken van deze regering. Bij de regionale verkiezingen van mei 2019 werd hij opnieuw verkozen voor het Waals Parlement en het Parlement van de Franse Gemeenschap. 
In september 2019 werd Jeholet minister-president van de Franse Gemeenschap. Na het ontslag van zijn partijgenote Valérie Glatigny uit de Franse Gemeenschapsregering werd hij in juli 2023 tevens bevoegd voor Onderwijs voor Sociale Promotie en Sport. In april 2024 kwam het tot crisis in de Franse Gemeenschapsregering, toen coalitiepartners PS en Ecolo via een wisselmeerderheid met oppositiepartij PTB een versoepeling van een eerder  goedgekeurde hervorming van het hoger onderwijs doordrukten. MR zegde daarop het vertrouwen in haar coalitiepartners op en de regering-Jeholet ging in lopende zaken. Jehonet bleef nog minister-president tot in juli 2024.
Bij de federale verkiezingen van juni 2024 werd Jeholet als lijsttrekker voor de MR in de kieskring Luik opnieuw verkozen in de Kamer. Na de regeringsonderhandelingen voor het Waals Gewest en de Franse Gemeenschap werd Jeholet op 15 juli 2024 aangesteld tot viceminister-president en minister van Economie, Werkgelegenheid, Industrie en Opleiding in de regering-Dolimont.
Op lokaal politiek niveau is Jeholet sinds 2001 gemeenteraadslid van Herve. In december 2012 werd hij burgemeester van de gemeente, een functie die hij, zij het vanaf juli 2017 verhinderd als minister zijnde, tot december 2018 uitoefende.
Voorts was hij van 2007 tot 2008 voorzitter van de MR-federatie van de provincie Luik, een functie die hij sinds november 2021 opnieuw uitoefent. In de tussenperiode was hij voorzitter van de arrondissementiële partijfederatie in Verviers.